# Camponotus tichomirovi
Camponotus tichomirovi är en myrart som beskrevs av Mikhail Dmitrievich Ruzsky 1905. Camponotus tichomirovi ingår i släktet hästmyror, och familjen myror. Inga underarter finns listade.